# توم دتون
توم دتون (بالإنجليزية: Tom Dutton)‏ هو لاعب كرة قدم أمريكية أمريكي، ولد في 22 مارس 1893 في أركاديا في الولايات المتحدة، وتوفي في 1 ديسمبر 1969 في نيو أورلينز في الولايات المتحدة.